# Tisztújítás (színmű)
A Tisztújítás Nagy Ignác 1843-ban bemutatott négyfelvonásos vígjátéka. Még a bemutató előtt, az MTA 1842. évi vígjátékpályázatán száz arannyal jutalmazott mű. Az 1840-es években rendkívüli sikerrel játszották.
A reformkor idején egy megyei tisztújításkor hárman küzdenek az alispáni székért és egy vagyonos özvegyasszony kezéért: Farkasfalvy eddigi alispán, a maradiság híve, Heves Kálmán pesti ügyvéd, a túlzó szabadelvűség képviselője, és a mérsékelt, becsületes Tornyai szolgabíró.

## Személyek
- Langyos, főorvos
- Kinga, a felesége
- Aranka, gazdag fiatal özvegy, Kinga testvére
- Farkasfalvy Sándor, alispán
- Tornyai Károly, szolgabíró
- Hajlósi, aljegyző
- Darabos Árpád, jurátusa
- Heves Kálmán, ügyvéd
- Schnaps Mózes, vendégfogadós
- Virágos György, nemesek hadnagya
- Aranyos Mihály, nemesek hadnagya
- Damázsdi, Farkasfalvi huszárja
- Nelly, Aranka szobalánya
- Inas, Langyoséknál

Történik еgy nagyobb megyei városban.

## Előzmények
Az 1830-as években Bécsben Ferdinand Raimund és Johann Nestroy tündérjátékai, bohózatai uralták a színpadot, és ezek divatja a német színészet közvetítésével Pestre is átterjedt. 
Nagy Ignác színműírói pályája 1835-ben indult. Első darabjai között szintén volt két-három ún. „tüneményes vígjáték”, ezek nem maradtak fenn. Első jelentős vígjátéka, az Egyesüljünk! 1839-ben jelent meg, egyetlen alkalommal, 1840. március 7-én került színre. Az angol környezetben játszódó darab szatirikus választási jelenetei már megelőlegezték a Tisztújítás hasonló jeleneteit. Ezt tartják az első magyar politikai vígjátéknak, de a közönségnek nem igazán tetszett. A politikai vígjáték a Tisztújítással aratta  első nagy sikerét.

## Cselekménye
Pestről a tisztújításra készülő megyei városba érkezik Aranka, a szép, gazdag özvegyasszony. Nővére (Kinga) és annak férje, Langyos főorvos házában száll meg. Abban bízik, hogy második házasságában már régi szerelme, Tornyai szolgabíró felesége lesz.
Farkasfalvy, a jelenlegi alispán azonban szintén „keze után eseng a szép özvegynek.” Ezt Hajlós aljegyzővel meg is üzeni Tornyainak azzal, hogy ha félreáll, akkor a közelgő tisztújításon megkaphatja a másodalispánságot, ellenkező esetben a mostani hivatalát is elveszítheti. A becsületes Tornyai elzavarja az aljegyzőt. A Pestről érkezett Heves Kálmán ügyvéd épp Tornyainak szánja az alispánságot, ő maga pedig főszolgabíró szeretne lenni. 
Langyos főorvos lakásán Farkasfalvy határozottan lép fel és megkéri Aranka kezét. A kapós özvegy azzal tér ki a válasz elől, hogy azé lesz, aki elnyeri az alispánságot. Ugyanis biztos Tornyai győzelmében, sőt maga is korteskedőket szervez számára. Erre azonban Heves ügyvéd is csatasorba áll, hogy megszerezze immár az alispáni posztot, és azáltal a vagyonos özvegy kezét. Tornyainak ez éppen kapóra jön: „e két legyet egy csapással mármost én fogom lesújtani.”
Aranka egy szerelmeslevéllel éjszakai randevúra hívja az ügyvédet, hogy lóvá tegye és lejárassa őt. Kinga segítségével a csel sikerül, Heves ügyvéd „valódi szerelme” lelepleződik. A levél azonban az igazi szerelmes, Tornyai kezébe kerül, akit ez annyira elkeserít, hogy nem törődik tovább a választással, – mégis ő nyeri meg az alispáni címet. 
Élénkíti a bonyodalmat Aranka sógorának, Langyos doktornak a szobalány körüli legyeskedése és közben a felesége iránti féltékenysége. 
A történet hátterében zajlik a korteskedés, a tisztújításra készülődés, az alkudozás a voksokért. Ennek szatirikus rajza nagyban emeli a darab jelentőségét. A megyei aljegyző, Schnaps zsidó fogadós, a korteskedő nemesek és hadnagyaik – jellegzetes figurák, a megyei politikai élet hangulatának kifejezői.

## Értelmezés
„Nagy Ignác született humorista, kiben kezdettől fogva megvolt a hajlandóság és tehetség, hogy az életet bizonyos magaslatról hol gúnyos, hol résztvevő mosollyal szemlélje.” A Tisztújítás hatásának nyilvánvalóan ez a tehetség és ez a fajta beállítódás az alapja. Korabeli rendkívüli sikeréhez azonban hozzájárulhatott az a felfokozott érdeklődés is, amely az 1843 tavaszán megnyílt országgyűlést kísérte. A levegő tele volt reformeszmékkel. Zajlott a vita a gyorsabban haladni akaró szabadelvűek, a mérsékeltek és a helyben maradni akarók között. A közfigyelem a nemesi vármegyék felé fordult, ezt mutatta Eötvös József regénye, A falu jegyzője is.   
Nagy Ignác a maga könnyed, mulatságos modorában nyúlt a témához, ezt a Tisztújítás központi alakjainak már a „beszélő” nevei is mutatják. Tornyainak a többiek közül kiemelkedő alakjában egy „fontolva haladó”, becsületes, derék megyei tisztviselőt rajzol. „A világosság hő rajongója”, a szabadelvű Heves ügyvéd mindent akar, eszközeiben nem válogatós. Farkasfalvy a maradi és uraskodó megyei főembereket képviseli. Langyos főorvos gyámoltalan, régi vígjátéki figura; felesége, Kinga annál aktívabban politizál. Damázsdi hajdú lenézi a félig emancipált zsidó kocsmárost, aki persze Heves pártján áll. A történet érdekes és fordulatos, a vígjáték helyzetei egyszerűek, alakjai sem bonyolultak, általában egy-egy „irányt” képviselnek csupán, de élethűek és mulattatóak.

## Bemutató, fogadtatás

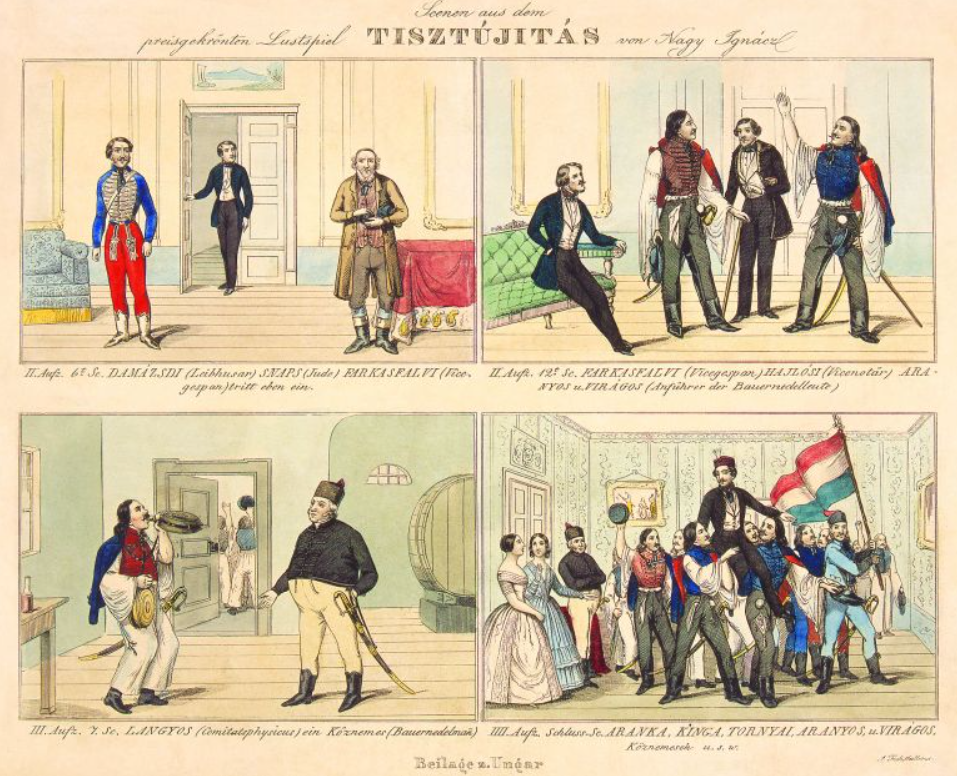
Jelenetképek a Tisztújítás pesti bemutatójából.

A Tisztújítást nem Pesten, hanem Kolozsvárt játszották először 1843. január 6-án, majd 12-én másodszor. A pesti Nemzeti Színházban csak 1843. augusztus 5-én mutatták be. Ez a bemutató nagy siker volt, a tetszés jelentős részben a politikai szatíra újdonságának, az iróniával megformált közéleti típusoknak szólt. Ez volt az első igazán nagy színpadi sikere a még fiatal Nemzeti Színháznak.
„Nagy Ignácz úr Tisztújítása egy a legjobb nemzeti darabok közül, mik színpadunkra kerültek. Képei tökéletesen élethűek és nemcsak nevettetők, hanem igen-igen tanulságosak is.” – írta a Honderű-ben a Pesti Salon heti szemléje. Előfordultak elutasító vélemények is, melyek épp az ironikus ábrázolást sérelmezték: „De mi czélból van írva a nevezett darab? miért fertőzteti a nemzeti jellemet illy undok jelenetekkel…  Érteném ezen gunyiratot (!), ha czélja erkölcstanítás volna… Ezen színjáték tehát csak mulattatás kedveért van írva, furcsa jelenetek által kaczagásra indítván a nézőt: nincs ebben erkölcstanitás.”
A Tisztújítás 1843-tól 1849-ig 39-szer került színre. A budapesti Nemzeti Színházban 1882-ben is játszották, 1957-ben Várkonyi Zoltán rendezésében felújították. Langyos doktort Major Tamás, a nejét, Kingát Csernus Mariann, Arankát Lukács Margit, Farkasfalvy alispánt Barsy Béla, Tornyait Sinkovits Imre, az ügyvédet Kállai Ferenc alakította.